# Вашингтон (округ, Джорджия)
Ва́шингтон (англ. Washington County) — округ штата Джорджия, США. Население округа на 2000 год составляло 21 176 человек. Административный центр округа — город Сандерсвилл.

## История
Округ Вашингтон основан в 1784 году.

## География
Округ занимает площадь 1761,2 км².

## Демография
Согласно Бюро переписи населения США, в округе Вашингтон в 2000 году проживало 21 176 человек. Плотность населения составляла 12 чел./км².